# Dadjoua pteranthoidea
Dadjoua pteranthoidea är en nejlikväxtart som beskrevs av A. Parsa. Dadjoua pteranthoidea ingår i släktet Dadjoua, och familjen nejlikväxter. Inga underarter finns listade i Catalogue of Life.